# Volleyball Challenger Cup maschile 2019
La Volleyball Challenger Cup maschile 2019, 2ª edizione dell'omonima competizione maschile di pallavolo, si è svolta dal 3 al 7 luglio 2019 a Lubiana, in Slovenia: al torneo hanno partecipato sei squadre nazionali e la vittoria finale è andata per la prima volta alla Slovenia.

## Qualificazioni
Al torneo hanno partecipato: la nazionale del paese organizzatore, una nazionale africana, qualificata come prima africane nel Ranking mondiale, una nazionale nordamericana, qualificata tramite il torneo di qualificazione nordamericano, una nazionale asiatica e oceaniana o nazionale sudamericana, qualificata tramite il torneo di qualificazione asiatico e oceaniano e sudamericano, e due nazionali europee, tutte qualificate tramite l'European Golden League 2019.

## Impianti
|                                                                    |  |  |
|                                                                    |  |  |
| Arena Stožice Città: Lubiana Capienza: 12480 Anno d'apertura: 2010 |  |  |

## Regolamento

### Formula
Le squadre hanno disputato una prima fase a gironi con formula del girone all'italiana; al termine della prima fase:
- Le prime due classificate di ogni girone hanno acceduto alla fase finale per il primo posto strutturata in semifinali, finale per il terzo posto e finale.

### Criteri di classifica
Se il risultato finale è stato di 3-0 o 3-1 sono stati assegnati 3 punti alla squadra vincente e 0 a quella sconfitta, se il risultato finale è stato di 3-2 sono stati assegnati 2 punti alla squadra vincente e 1 a quella sconfitta.
L'ordine del posizionamento in classifica è stato definito in base a:
- Numero di partite vinte;
- Punti;
- Ratio dei set vinti/persi;
- Ratio dei punti realizzati/subiti;
- Risultati degli scontri diretti.

## Squadre partecipanti
| Squadra     | Qualificazione                               | Ultima partecipazione          |
| ----------- | -------------------------------------------- | ------------------------------ |
| Bielorussia | 2ª all'European Golden League 2019           | Debutto                        |
| Cile        | 4ª alla Coppa panamericana 2019              | Volleyball Challenger Cup 2018 |
| Cuba        | 1ª al torneo di qualificazione nordamericano | Volleyball Challenger Cup 2018 |
| Egitto      | 1ª africana nel FIVB World Rankings          | Debutto                        |
| Slovenia    | Paese organizzatore                          | Debutto                        |
| Turchia     | 1ª all'European Golden League 2019           | Debutto                        |

## Torneo

### Fase a gironi
| Girone A | Girone B    |
| -------- | ----------- |
| Cile     | Cuba        |
| Slovenia | Bielorussia |
| Turchia  | Egitto      |

#### Girone A

##### Risultati
| 3 luglio 2019 Arena Stožice, Lubiana Durata: 1h:17 - Spettatori: 600 | Slovenia | 3 - 0 | Cile    | 25-15, 25-15, 25-19        |
| 4 luglio 2019 Arena Stožice, Lubiana Durata: 1h:21 - Spettatori: 50  | Turchia  | 3 - 0 | Cile    | 25-13, 25-22, 25-22        |
| 5 luglio 2019 Arena Stožice, Lubiana Durata: 1h:52 - Spettatori: 550 | Slovenia | 3 - 1 | Turchia | 23-25, 25-16, 25-15, 25-17 |

##### Classifica
| Pos | Squadra  | Pt | G | V | P | SV | SP | Ratio | PF  | PS  | Ratio |
| --- | -------- | -- | - | - | - | -- | -- | ----- | --- | --- | ----- |
| 1   | Slovenia | 6  | 2 | 2 | 0 | 6  | 1  | 6,000 | 173 | 122 | 1,418 |
| 2   | Turchia  | 3  | 2 | 1 | 1 | 4  | 3  | 1,333 | 148 | 155 | 0,954 |
| 3   | Cile     | 0  | 2 | 0 | 2 | 0  | 6  | 0,000 | 106 | 150 | 0,706 |

#### Girone B

##### Risultati
| 3 luglio 2019 Arena Stožice, Lubiana Durata: 2h:19 - Spettatori: 60 | Egitto | 2 - 3 | Bielorussia | 25-21, 16-25, 25-20, 24-26, 9-15 |
| 4 luglio 2019 Arena Stožice, Lubiana Durata: 1h:59 - Spettatori: 20 | Cuba   | 3 - 1 | Bielorussia | 25-20, 21-25, 25-21, 25-20       |
| 5 luglio 2019 Arena Stožice, Lubiana Durata: 2h:18 - Spettatori: 70 | Egitto | 2 - 3 | Cuba        | 23-25, 18-25, 25-23, 25-22, 7-15 |

##### Classifica
| Pos | Squadra     | Pt | G | V | P | SV | SP | Ratio | PF  | PS  | Ratio |
| --- | ----------- | -- | - | - | - | -- | -- | ----- | --- | --- | ----- |
| 1   | Cuba        | 5  | 2 | 2 | 0 | 6  | 3  | 2,000 | 206 | 184 | 1,119 |
| 2   | Bielorussia | 2  | 2 | 1 | 1 | 4  | 5  | 0,800 | 193 | 195 | 0,989 |
| 3   | Egitto      | 2  | 2 | 0 | 2 | 4  | 6  | 0,666 | 197 | 217 | 0,907 |

### Fase finale
|  | Semifinali  | Semifinali  | Semifinali |          |      | Finale             | Finale             | Finale             |  |
|  |             |             |            |          |      |                    |                    |                    |  |
|  | Cuba        | Cuba        | 3          |          |      |                    |                    |                    |  |
|  | Cuba        | Cuba        | 3          |          |      |                    |                    |                    |  |
|  | Turchia     | Turchia     | 2          |          |      |                    |                    |                    |  |
|  | Turchia     | Turchia     | 2          |          | Cuba | Cuba               | 0                  |                    |  |
|  |             |             |            |          | Cuba | Cuba               | 0                  |                    |  |
|  |             |             | Slovenia   | Slovenia | 3    |                    |                    |                    |  |
|  | Slovenia    | Slovenia    | Slovenia   | Slovenia | 3    | 3                  |                    |                    |  |
|  | Slovenia    | Slovenia    |            |          |      | 3                  |                    |                    |  |
|  | Bielorussia | Bielorussia | 1          |          |      | Finale 3º/4º posto | Finale 3º/4º posto | Finale 3º/4º posto |  |
|  | Bielorussia | Bielorussia | 1          |          |      |                    |                    |                    |  |
|  |             |             |            |          |      |                    |                    |                    |  |
|  |             |             |            |          |      | Turchia            | Turchia            | 1                  |  |
|  |             |             |            |          |      | Turchia            | Turchia            | 1                  |  |
|  |             |             |            |          |      | Bielorussia        | Bielorussia        | 3                  |  |

#### Semifinali
| 6 luglio 2019 Arena Stožice, Lubiana Durata: 2h:24 - Spettatori: 50  | Cuba     | 3 - 2 | Turchia     | 22-25, 25-23, 25-22, 20-25, 15-12 |
| 6 luglio 2019 Arena Stožice, Lubiana Durata: 2h:06 - Spettatori: 400 | Slovenia | 3 - 1 | Bielorussia | 21-25, 27-25, 25-20, 25-18        |

#### Finale 3º posto
| 7 luglio 2019 Arena Stožice, Lubiana Durata: 1h:57 - Spettatori: 80 | Turchia | 1 - 3 | Bielorussia | 20-25, 25-20, 16-25, 20-25 |

#### Finale 1º posto
| 7 luglio 2019 Arena Stožice, Lubiana Durata: 1h:39 - Spettatori: 1 600 | Cuba | 0 - 3 | Slovenia | 24-26, 21-25, 21-25 |

## Podio

### Campione
Formazione: 1 Tonček Štern, 2 Alen Pajenk, 4 Jan Kozamernik, 5 Alen Šket, 6 Mitja Gasparini, 9 Dejan Vinčić, 10 Sašo Štalekar, 11 Žiga Štern, 13 Jani Kovačič, 14 Urban Toman, 15 Matic Videčnik, 16 Gregor Ropret, 17 Tine Urnaut, 18 Klemen Čebulj, CT: Alberto Giuliani

### Secondo posto
Formazione: 1 José Massó, 2 Osniel Melgarejo, 4 Marlon Yant, 5 Javier Concepción, 7 Yonder García, 9 Liván Osoria, 11 Liván Taboada, 12 Jesús Herrera, 14 Adrián Goide, 15 Yohan León, 17 Roamy Alonso, 18 Miguel Ángel López, CT: Yosvany Muñoz

### Terzo posto
Formazione: 1 Andrei Radziuk, 5 Siarhei Busel, 6 Uladzislau Babkebich, 7 Maksim Shkredau, 8 Viachaslau Shmat, 10 Artsiom Kudrashou, 15 Kanstantsin Tsiushkevich, 16 Dzmitry Vash, 17 Radzivon Miskevič, 19 Viachaslau Charapovich, 20 Pavel Kuklinski, 61 Raman Aplevich, CT: Viktar Bekša

## Classifica finale
| Pos | Squadra     | Qualificazione                 |
| --- | ----------- | ------------------------------ |
|     | Slovenia    | Volleyball Nations League 2020 |
|     | Cuba        |                                |
|     | Bielorussia |                                |
| 4   | Turchia     |                                |
| 5   | Egitto      |                                |
| 6   | Cile        |                                |